# Монале
Монале (итал. Monale) је насеље у Италији у округу Асти, региону Пијемонт.
Према процени из 2011. у насељу је живело 224 становника. Насеље се налази на надморској висини од 168 м.

## Становништво
Према резултатима пописа становништва 2011. у општини је живело 1.026 становника.
| 1936. | 1951. | 1961. | 1971. | 1981. | 1991. | 2001. | 2011. |
| ----- | ----- | ----- | ----- | ----- | ----- | ----- | ----- |
| 1.042 | 877   | 772   | 792   | 867   | 843   | 892   | 1.026 |